# Maria Ewing

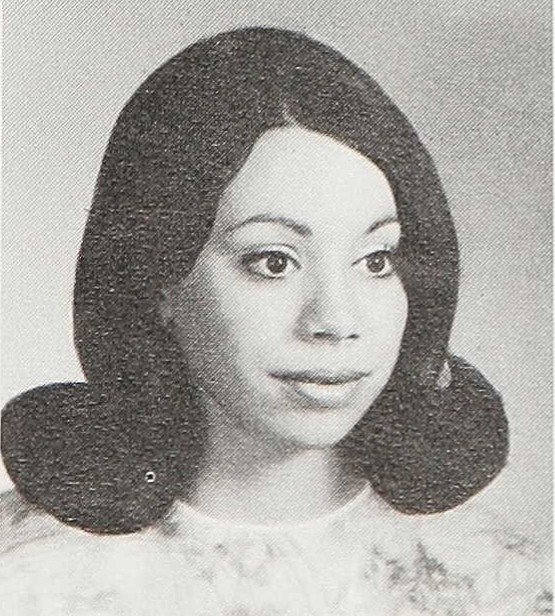
Maria Ewing (1968) – US-amerikanische Opernsängerin

Maria Louise Ewing (* 27. März 1950 in Detroit, Michigan; † 9. Januar 2022 ebenda) war eine US-amerikanische Opernsängerin (Sopran/Mezzosopran).

## Leben
Ewing war die jüngste von vier Töchtern einer niederländischen Mutter und eines afroamerikanischen Vaters. Sie studierte am Cleveland Institute of Music u. a. bei Jennie Tourel, in Ohio und New York City.
Ewing debütierte 1973 beim Ravinia Festival mit dem Chicago Symphony Orchestra unter James Levine. Ihre erste Rolle in Europa war im Juli 1976 Cherubino in Mozarts Le nozze di Figaro bei den Salzburger Festspielen, gefolgt von ihrem Debüt im Oktober dieses Jahres an der Metropolitan Opera New York in derselben Partie. Auch durch ihre Darstellung des Cherubino im Figaro-Film von Jean-Pierre Ponnelle (1975/1976 Wien/London) erlangte sie in Europa große Bekanntheit. Im April 1977 hatte sie ihren ersten Auftritt an der Mailänder Scala als Mélisande in Debussys Pelléas et Mélisande. Ihr Repertoire umfasste auch die Titelrolle in Bizets Carmen, die Dorabella in Mozarts Così fan tutte, die Salome, die Marie in Alban Bergs Wozzeck, die Katerina Ismailowa in Schostakowitschs Lady Macbeth von Mzensk und die Périchole in Jacques Offenbachs La Périchole.
Ewing war für ihr außergewöhnliches Darstellungstalent berühmt. Auch scheute sie sich nicht, in Richard Strauss’ Salome den Vorstellungen Oscar Wildes Folge zu leisten, dessen Drama (1891) dem Libretto zugrunde lag, und war nach dem Tanz der sieben Schleier vollkommen nackt. Sie sang jedoch auch so unterschiedliche Rollen wie Henry Purcells Dido and Aeneas und die Rosina in einer Glyndebourne-Produktion von Il barbiere di Siviglia (1982) oder Francis Poulencs La voix humaine (2011).
Außerdem interpretierte sie auch Jazz.

## Persönliches
Von 1982 bis 1990 war sie mit dem Regisseur Sir Peter Hall verheiratet, mit dem sie eine Tochter hatte, die Schauspielerin Rebecca Hall.
Im Januar 2022 verstarb Maria Ewing im Alter von 71 Jahren in ihrer Geburtsstadt Detroit.